# Halina Centkiewicz-Michalska

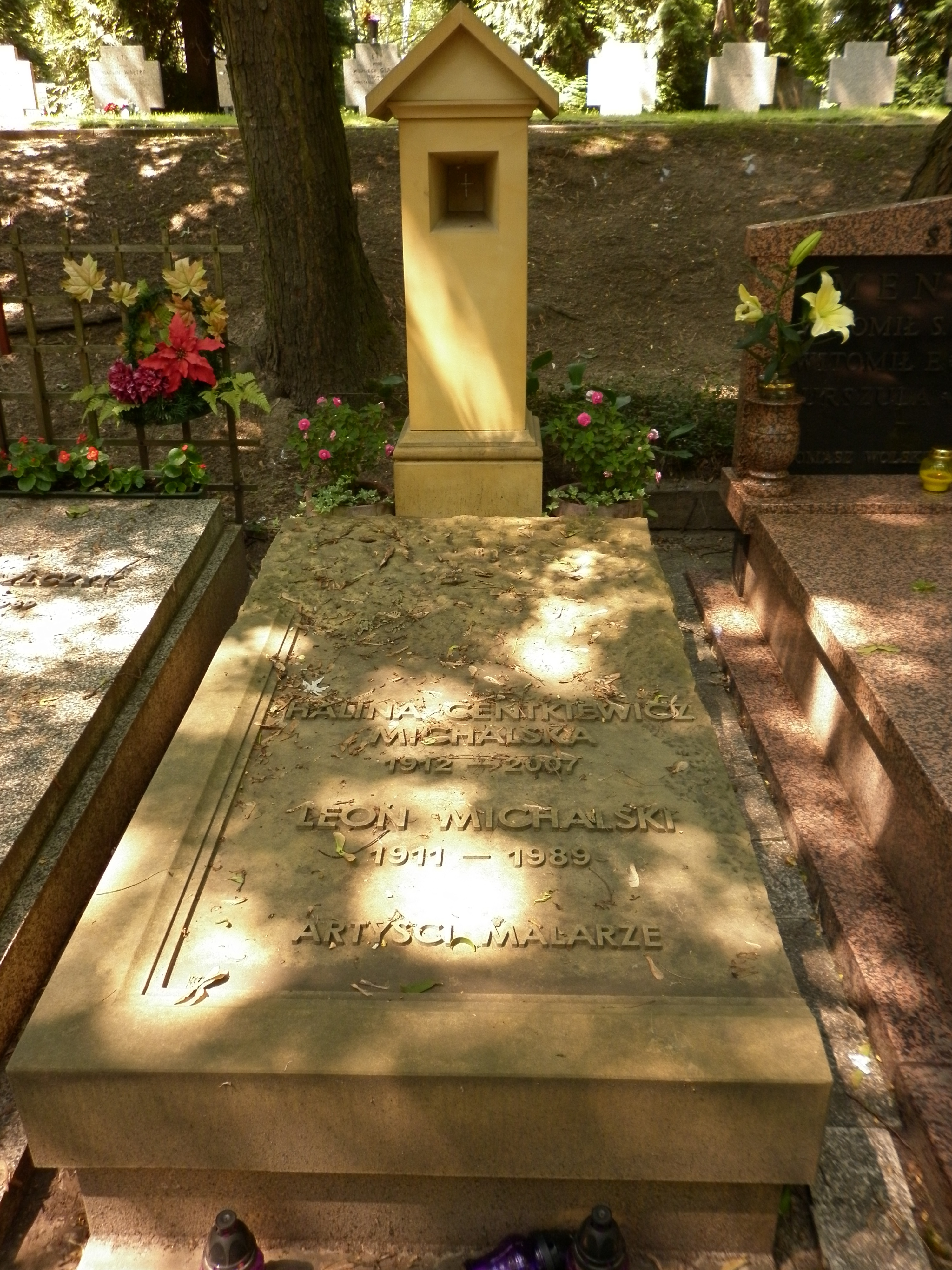
Grób Haliny Centkiewicz-Michalskiej

Halina Centkiewicz-Michalska (ur. 10 marca 1912 w Warszawie, zm. 1 września 2007) – polska malarka, wieloletni wykładowca Wydziału Grafiki Akademii Sztuk Pięknych w Warszawie, której była jeszcze przedwojenną absolwentką (na roku studiowała między innymi z malarką Zofią Matuszczyk-Cygańską), członek Związku Polskich Artystów Malarzy i Grafików (ZPAMiG).
Swoje prace prezentowała między innymi na I wystawie ZPAMiG z marca 1986 r., zorganizowanej w warszawskiej Zachęcie. W 1964 miała indywidualną wystawę w Kordegardzie, w 1969 w Biurze Wystaw Artystycznych w Olsztynie.

## Życie prywatne
Jej rodzicami byli Stanisław Rudolf Centkiewicz i Stanisława, z domu Bresteczer. Była młodszą siostrą Czesława Centkiewicza, podróżnika i pisarza. We wrześniu 1939 r. zawarła związek małżeński z Leonem Kazimierzem Michalskim, malarzem. Pochowana 6 września 2007 na  Cmentarzu Wojskowym-Powązkowskim w Warszawie (kwatera AII-1-22).

## Odznaczenia
- Złoty Krzyż Zasługi